# Tatjana Rojc
Tatjana Rojc (Trieste, 26 ottobre 1961) è una scrittrice, critica letteraria e politica italiana di lingua slovena.

## Biografia
Vive a Duino-Aurisina (Trieste).

### Elezione a senatrice
Alle elezioni politiche del 2018 viene candidata ed eletta al Senato della Repubblica, tra le file del Partito Democratico nella circoscrizione Friuli-Venezia Giulia.
Nel dicembre 2019 è tra i 64 firmatari (di cui solo altri 6 del PD) per il referendum confermativo sul taglio dei parlamentari svoltosi a settembre 2020.
Ad ottobre 2020 propone assieme a Franco Corleone, un disegno di legge, già approvato all'unanimità alla Camera per la "restituzione dell'onore agli appartenenti alle Forze armate italiane fucilati senza le garanzie del giusto processo, con sentenze emesse dai tribunali di guerra" .
Il 27 gennaio 2021 annuncia la sua adesione al gruppo Europeisti-MAIE-Centro Democratico, pur rimanendo iscritta al PD. Tuttavia dopo neanche due mesi annuncia il suo ritorno tra le file del PD dopo aver partecipato come ospite all’assemblea del partito.
Alle elezioni politiche anticipate del 25 settembre 2022 viene candidata per il Senato nel collegio plurinominale del Friuli come capolista della lista Partito Democratico - Italia Democratica e Progressista risultando eletta.